# Vulpia ciliata
Vulpia ciliata es una especie de planta herbácea perteneciente a la familia de las poáceas. Es originaria de la región del Mediterráneo.

## Descripción
Pequeña gramínea de ciclo anual que vive en los claros de los matorrales. Como muchas de las especies del género Vulpia forma una inflorescencia unilateral y estrecha, pero se reconoce porque a contra luz o con lupa se puede ver que las espiguillas están ciliadas. Florece durante la segunda mitad de la primavera.

## Distribución y hábitat
Es originaria de la región del Mediterráneo. En España se encuentra en Alicante, Barcelona, Castellón, Gerona, Lérida, Tarragona, Islas Baleares y Valencia donde aparece en prados terofíticos de tendencia nitrófila. 

## Taxonomía
Vulpia ciliata fue descrita por  Barthélemy Charles Joseph Dumortier y publicado en Observations sur les Graminées de la Flore Belgique 100. 1824.
Etimología
El nombre del género fue nombrado en honor del botánico alemán J.S.Vulpius (1760–1840)
ciliata: epíteto latino que significa "ciliada.
Citología
Número de cromosomas de Vulpia ciliata (Fam. Gramineae) y táxones infraespecíficos: 2n=28
Sinonimia
- Distomischus ciliatus (Dumort.) Dulac
- Festuca aetnensis (Trin.) Walp.
- Festuca ambigua Le Gall
- Festuca ciliata Gouan
- Festuca danthonii Asch. & Graebn.
- Festuca exigua Litv.
- Festuca gaudiniana Guss.
- Vulpia aetnensis Tineo
- Vulpia ambigua (Le Gall) More
- Vulpia danthonii (Asch. & Graebn.) Volkart
- Vulpia gaudiniana (Guss.) N.Terracc.
- Vulpia mandaliscae Lojac.
- Vulpia myuros var. ciliata (Dumort.) Bonnier & Barratte
- Vulpia unioloides Lojac.[6][7]

## Nombre común
- Castellano: grama pelosilla, pincelito.[4]